# Fortuna (California)
Fortuna (anteriormente Slide, Springville, y Fortune) es una ciudad ubicada en el condado de Humboldt, en el estado estadounidense de California. Según las estimaciones de 2000 tenía una población de 10.497 habitantes y una densidad poblacional de 839.8 personas por km².

## Geografía
Fortuna se encuentra ubicada en las coordenadas 40°35′53″N 124°9′26″O / 40.59806, -124.15722. Según la Oficina del Censo, la ciudad tiene un área total de 12.5 km² (4.8 sq mi), de la cual toda es tierra.

## Demografía
Según el censo del año 2000, los ingresos medios por hogar en la localidad eran de $31.129 y los ingresos medios por familia eran $38.867. Los hombres tenían unos ingresos medios de $32.414 frente a los $23.327 para las mujeres. La renta per cápita para la localidad era de $16.574. Alrededor del 12.1% de las familias y del 17.4% de la población estaban por debajo del umbral de pobreza.